# パガニーニ国際コンクール
パガニーニ国際コンクール（パガニーニこくさいコンクール、イタリア語:Premio Paganini）は、ヴァイオリン奏者の国際コンクール。1954年以来2001年まで毎年、2002年から隔年、ニコロ・パガニーニの故郷イタリア、ジェノヴァで開催される。2004年に50周年を迎えた。
予選、準決勝、決勝と行われて順位が決まり、その他、エンリコ・コスタ賞は最年少の決勝進出者、カルロ・フェリーチェ劇場友の会賞はヴァイオリン独奏のための現代曲の最優秀演奏、マリオ・ルミネッリ賞は優勝者、レナート・デ・バルビエーリ賞はパガニーニのカプリチョの最優秀演奏に贈られる。2006年の第1位の賞金は25,000ユーロ。
これまでの主な優勝者はジェラール・プーレ、サルヴァトーレ・アッカルド、ギドン・クレーメル、レオニダス・カヴァコス、庄司紗矢香などである。

## 開催年と入賞者

### 1954年（第1回）
- 入賞者なし

### 1955年（第2回）
- 第1位　なし
- 第2位　なし
- 第3位　ルチャーノ・ヴィカーリ(Luciano Vicari)（イタリア）
- 第4位　Liliane Beretti （フランス）、Jean Louis Stunrop （オランダ）

### 1956年（第3回）
- 第1位　ジェルジ・パウク（ハンガリー）、ジェラール・プーレ（フランス）
- 第2位　なし
- 第3位　なし
- 第4位　カルメンチータ・ロザーダ（フィリピン）、ルチャーノ・ヴィカーリ（イタリア）、ジャン＝ピエール・ヴァレーズ（フランス）

### 1957年（第4回）
- 第1位　なし
- 第2位　サルヴァトーレ・アッカルド（イタリア）、ピエール・ドゥーカン（フランス）
- 第4位　ジャン＝ピエール・ヴァレーズ（フランス）
- 第5位　なし
- 第6位　なし

### 1958年（第5回）
- 第1位　サルヴァトーレ・アッカルド（イタリア）
- 第2位　ジャン＝ピエール・ヴァレーズ（フランス）
- 第3位　なし
- 第4位　なし
- 第5位　なし
- 第6位　なし

### 1959年（第6回）
- 第1位　スチュアート・カナン（アメリカ）
- 第2位　サシュコ・ガヴリーロフ（ドイツ）
- 第3位　リリアーネ・カーヨ(Liliane Caillon)（フランス）
- 第4位　カガリーネ・クルトワ(Catherine Courtois)（フランス）
- 第5位　エレオノーラ・デッラクイラ(Eleonora Dell'Aquila)（イタリア）
- 第6位　ヨハネス・ブリューニング(Johannes Brüning) （ドイツ）

### 1960年（第7回）
- 第1位　なし
- 第2位　Jean-Pierre Wallez （フランス）、ヨッシ・ツィヴォーニ(Yossef Zivoni)（イスラエル）
- 第4位　ジジーノ・マエストリ(Gigino Maestri)（イタリア）
- 第5位　なし
- 第6位　ヨーゼフ・シヴォー（オーストリア）

### 1961年（第8回）
- 第1位　エミル・カミラロフ （ブルガリア）
- 第2位　エレン・スコロディン(Elaine Skorodin)（アメリカ）、カルメンチータ・ロザーダ（フィリピン）
- 第4位　ヴィチェ・アントニオーニ(Bice Antonioni)（イタリア）、ポレット・ベディン(Paulette Bedin)（フランス）
- 第6位　なし

### 1962年（第9回）
- 第1位　マリボン・レ・ディゼス（ロシア語版）(Maryvonne The Dizes)（フランス）
- 第2位　広瀬悦子（日本）
- 第3位　リリアーネ・カーヨ(Liliane Caillon)（フランス）
- 第4位　マリン・ドゥロウ(Marilyn Dubow)（アメリカ）
- 第5位　なし
- 第6位　なし

### 1963年（第10回）
- 第1位　オレグ・クリサ（ソ連）
- 第2位　バレンティン・ジューク （ソ連）
- 第3位　石井志都子（日本）
- 第4位　ポール・ズコフスキー（アメリカ）
- 第5位　ダイアナ・カミングス(Diana Cummings)（イギリス）
- 第6位　イーゴリ・ポリトコフスキー（ロシア語版）（ソ連）

### 1964年（第11回）
- 第1位　ジャン＝ジャック・カントロフ（フランス）
- 第2位　ピエール・アモイヤル（フランス）、久保陽子（日本）
- 第4位　徳江尚子（日本）、宗倫匡（日本）
- 第6位　アントワーヌ・ゴーランド(Antoine Goulard)（フランス）

### 1965年（第12回）
- 第1位　ヴィクトル・ピカイゼン（ソ連）
- 第2位　フィリップ・ヒルシュホルン（ソ連）
- 第3位　アンドレイ・コルサコフ （ソ連）
- 第4位　久保陽子（日本）
- 第5位　エリザベス・バルマス(Elisabeth Balmas)（フランス）、ジョシュア・エプスタイン （イスラエル）、ジャック・イスラエリヴィッチ（英語版）（フランス）

### 1966年（第13回）
- 第1位　なし
- 第2位　ロバート・メンガ(Robert Menga)（アメリカ）
- 第3位　篠崎功子（日本）
- 第4位　なし
- 第5位　ニコライ・マランゴソフ(Nicolai Marangosof)（ブルガリア）、奥村喜音子（日本）

### 1967年（第14回）
- 第1位　グリゴリー・ジスリン （ソ連）
- 第2位　ウラディーミル・スピヴァコフ（ソ連）
- 第3位　パトリス・フォンタナロサ（英語版）（フランス）
- 第4位　ペーター・デルチェフ(Petar Delcev)（ブルガリア）
- 第5位　セルジオ・ディアツェンコ（ソ連）
- 第6位　ミハイル・ガントヴァルク（ソ連）

### 1968年（第15回）
- 第1位　ミリアム・フリート（イスラエル）
- 第2位　藤原浜雄（日本）
- 第3位　ガブリエーラ・ヤック(Gabriella Ijac)（ルーマニア）
- 第4位　ペーター・デルチェフ(Petar Delcev)（ブルガリア）
- 第5位　柳田昌子（日本）
- 第6位　エマニュエル・クリヴィヌ（フランス）

### 1969年（第16回）
- 第1位　ギドン・クレーメル（ソ連）
- 第2位　キャスリーン・レンスキー （アメリカ）
- 第3位　ジョシュア・エプスタイン（英語版）（イスラエル）
- 第4位　イシドラ・シュワルツベルク(Isidora Schwarzberg)（ソ連）
- 第5位　セルゲイ・クラウチェンコ(Sergey Kravchenko)（ソ連）
- 第6位　ヨーゼフ・リシン （ソ連）
- 第7位　アダム・コルニセヴスキ （ポーランド）

### 1970年（第17回）
- 第1位　なし
- 第2位　ミンチョ・ミンチェフ（ブルガリア）
- 第3位　トマス・ゴルドシュイット(Thomas Goldschmidt Egel)（ドイツ）、ミハイル・グラバルチック（ポーランド語版） （ポーランド）
- 第5位　アダム・コルニセヴスキ（ポーランド）
- 第6位　綿谷恵子（日本）

### 1971年（第18回）
- 第1位　モイセイ・セクレル(Mosei Secler/Моисей Секлер)（ソ連）
- 第2位　ヴォゴダー・コトロヴィッチ(Bogodar Kotorovych)（ウクライナ）
- 第3位　ロスヴィータ・ランダカー(Roswitha Randacher)（オーストリア）
- 第4位　タデウツ・ガドズィナ(Tadeusz Gadzina)（ポーランド）
- 第5位　エルヴィラ・ナキプベソワ(Elvira Nakipbecova)（ソ連）
- 第6位　マリア・ヴァリント(Maria Balint)（ハンガリー）

### 1972年（第19回）
- 第1位　ユージン・フォドア（アメリカ）
- 第2位　佐藤陽子（日本）
- 第3位　ガーランド・リベイロ(Gerald Ribeiro)（ポルトガル）
- 第4位　ゲオルギ・ティレフ(Georgi Tilev)（ブルガリア）
- 第5位　テレサ・グラヴォワ(Teresa Glabowna)（ポーランド）
- 第6位　なし

### 1973年（第20回）
- 第1位　アレクサンドル・クラマロフ（ロシア語版）（ソ連）
- 第2位　ユーヴァル・ヤロン（英語版）（イスラエル）
- 第3位　ワーニャ・ミラノヴァ（英語版） （ブルガリア）
- 第4位　イ・スンイル(Sungil Lee)（韓国）
- 第5位　ジュリアーノ・カルミニョーラ（イタリア）、ステファン・スタラノフスキー(Stefan Stalanowski)（ポーランド）

### 1974年（第21回）
- 第1位　なし
- 第2位　張萬鈞（英語版）(リュン・チャン)（アメリカ）、ウジェーヌ・サルブ （ルーマニア）
- 第4位　ラスマ・リエルマネ(Rasma Lielmane)（メキシコ）
- 第5位　ヨーゼフ・リシン(Josif Rissin)（イスラエル）
- 第6位　ジャン-クロード・ベラン(Jean-Claude Velin)（フランス）
- 第7位　マリー-フランス・ポワロット(Marie-France Pouillot) （フランス）

### 1975年（第22回）
- 第1位　ユーリー・コルチンスキー（ロシア語版）（ソ連）
- 第2位　Petru Csaba （ルーマニア）
- 第3位　なし
- 第4位　なし
- 第5位　なし
- 第6位　マルコ・フォルナチャーリ（Marco Fornaciari）（イタリア）、Anna Aleksandra Wodka （ポーランド）

### 1976年（第23回）
- 第1位　レヌーツァ・チュレイ（ロシア語版）（ルーマニア）
- 第2位　カレン・イーリー(Karen Eley)（アメリカ）
- 第3位　ヴラディミール・ネムツェアヌ(Vladimir Nemţeanu)（ルーマニア）
- 第4位　高橋筆子（日本）
- 第5位　ジョアンナ・マドロシュヴィゼッツ(Joanna Madroszkiewicz)（ポーランド）
- 第6位　なし

### 1977年（第24回）
- 第1位　イリヤ・グルーベルト（ソ連）
- 第2位　中島幸子（日本）
- 第3位　毛利友美（日本）
- 第4位　エドヴァルド・ツェンコフスキー （ポーランド）
- 第5位　アレクセイ・タウニ(Alexei Tawny) （ソ連）
- 第6位　オーラ・ルードナー （スウェーデン）

### 1978年（第25回）
- 第1位　ウジェーヌ・サルブ （ルーマニア）
- 第2位　カレン・イーリー(Karen Eley)（アメリカ）、ピヨートル・ミレウスキ(Piotr Milewski)（ポーランド）
- 第4位　清水高師（日本）
- 第5位　ベルティルド・デュフール(Berthilde Dufour)（フランス）
- 第6位　ダニエル・シュタブラーヴァ（英語版）（ポーランド）

### 1979年（第26回）
- 第1位　フローリン・ポール（ルーマニア）
- 第2位　長沼由里子（日本）
- 第3位　アレクシス・ガルペリン（英語版）（フランス）
- 第4位　千住真理子（日本）
- 第5位　ロドルフォ・ボヌッチ(Rodolfo Bonucci)（イタリア）
- 第6位　なし

### 1980年（第27回）
- 第1位　なし
- 第2位　ニクラエ・トゥドー(Niculae Tudor)（ルーマニア）
- 第3位　ソニン・チャケリアン(Sonig Tchakerian)（シリア）
- 第4位　エドゥアルド・ウォルフォン(Eduard Wulfson)（ラトヴィア）
- 第5位　石井光子（日本）
- 第6位　ダニエル・シュタブラーヴァ（英語版）（ポーランド）、ワルター・ベルトラント(Walter Bertrand)（フランス）

### 1981年（第28回）
- 第1位　イリヤ・カーラー（ソ連）
- 第2位　レオニード・ソロコフ （ソ連）
- 第3位　Frank Almond （アメリカ）
- 第4位　永田邦子（日本）
- 第5位　Mircea Călin （ルーマニア）
- 第6位　Francine Trachier （フランス）

### 1982年（第29回）
- 第1位　なし
- 第2位　アレクサンデル・マルコフ（アメリカ）、ボリス・ガルリツキー（ソ連）
- 第3位　沼田園子（日本）
- 第4位　フィリップ・ジョキック（英語版）（カナダ）、マクシム・フェドートフ（ソ連）、鈴木裕子（日本）

### 1983年（第30回）
- 第1位　なし
- 第2位　ローラン・コルシア（フランス）
- 第3位　ヤン・ソンシク(Sung-Sic Yang/양성식) （韓国）
- 第4位　渡辺玲子（日本）
- 第5位　ボリス・シュミッツ(Boris Schmitz)（ドイツ）
- 第6位　イ・ソイク(Soo-Ik Lee)（韓国）、カジミエュ・オレチョフスキー(Kazimierz Olechowski)（ポーランド）

### 1984年（第31回）
- 第1位　なし
- 第2位　ヴァディム・ブロドスキー（ソ連）
- 第3位　渡辺玲子（日本）
- 第4位　川口ヱリサ（日本）
- 第5位　ステファン・トラン・ノ(Stéphane Tran Ngoc)（フランス）
- 第6位　なし

### 1985年（第32回）
- 第1位　ドミトリー・ベルリンスキー （ソ連）
- 第2位　マルク・モギレフスキー(Mark Moghilevski) （ソ連）
- 第3位　Gabriel Croitoru （ルーマニア）
- 第4位　アンゲリーナ・アダドジエヴァ(Anguelina Abadjieva)（ブルガリア）、アントン・コロデンコ（ソ連）
- 第6位　トマス・ボッチャー(Thomas Böttcher)（東ドイツ）

### 1986年（第33回）
- 第1位　なし
- 第2位　渡辺玲子（日本）
- 第3位　ユーリ・ブラジンスキー(Yuri Braginski) (ベルギー)
- 第4位　アンドレアス・ケルヒャー(Andreas Krecher)（ドイツ）
- 第5位　上田明子（日本）
- 第6位　ジャンエ-マリー・コッカー(Jeanne-Marie Conquer)（フランス）

### 1987年（第34回）
- 第1位　呂思清 （中国）
- 第2位　パヴェル・ベルマン （ソ連）
- 第3位　アレクセイ・コシュヴァネツ（ソ連）
- 第4位　アダム・タウヴィッツ（英語版）（ポーランド）、ヴィンツェツォ・ボロニェーゼ(Vincenzo Bolognese)（イタリア）
- 第6位　ヴィクトル・クズネツォフ(Viktor Kuznetsov)（ソ連）

### 1988年（第35回）
- 第1位　レオニダス・カヴァコス（ギリシャ）
- 第2位　諏訪内晶子（日本）
- 第3位　二村英仁（日本）
- 第4位　ガブリエレ・ピエラヌンツィ(Gabriele Pieranunzi)（イタリア）
- 第5位　パーヴェル・ペカルスキ(Pavel Pekarski)（アメリカ）
- 第6位　アラ・マリキアン（レバノン）

### 1989年（第36回）
- 第1位　なし
- 第2位　ヴァスコ・ヴァシレフ（英語版）（ブルガリア）
- 第3位　オレグ・ポハノフスキー （ソ連）
- 第4位　アナスタシア・チェボタリョーワ（ソ連）
- 第5位　川田知子（日本）
- 第6位　イリヤ・セクレル （ソ連）、二村英仁（日本）
- エンリコ・コスタ博士記念賞　ルカ・ファンフォーニ（英語版）（イタリア）

### 1990年（第37回）
- 第1位　ナタリア・プリシチェペンコ （ソ連）
- 第2位　キム・チン（英語版）（アメリカ）
- 第3位　ガブリエレ・ピエラヌンツィ(Gabriele Pieranunzi)（イタリア）
- 第4位　グラフ・ムーリャ （ソ連）
- 第5位　ロベルト・カーニ（英語版）（イタリア）
- 第6位　アレクサンドル・トロテャンスキー（ロシア語版）（ソ連）
- エンリコ・コスタ博士記念賞　ガブリエレ・ピエラヌンツィ

### 1991年（第38回）
- 第1位　マッシモ・クアルタ(Massimo Quarta) （イタリア）
- 第2位　フローリン・クロイトル （ルーマニア）
- 第3位　ニコラス・ゴーベイ(Nicolas Gourbeix)（フランス）、ミーシャ・カイリン（アメリカ）
- 第5位　牧田由美（日本）
- 第6位　ヤン・コウン(Ko-Woon Yang)（韓国）
- エンリコ・コスタ博士記念賞　マッシモ・クアルタ(Massimo Quarta)

### 1992年（第39回）
- 第1位　ユリア・クラスコ（ロシア）
- 第2位　神谷美千子（日本）
- 第3位　二村英仁（日本）
- 第4位　ジョヴァンニ・アンジェレーリ(Giovanni Angeleri)（イタリア）、カレン・リー(Karen Lee)（アメリカ）
- 第5位　アラ・マリキアン（アルメニア）
- エンリコ・コスタ博士記念賞　ジョヴァンニ・アンゲレリ(Giovanni Angeleri)

### 1993年（第40回）
- 第1位　イザベル・ファウスト（ドイツ）
- 第2位　ステファン・ミレンコヴィッチ （セルビア）
- 第3位　江口有香（日本）
- 第4位　フローリン・ヨネス-ガラツィ（英語版）（ルーマニア）
- 第5位　二村英仁（日本）
- 第6位　ジョヴァンニ・アンジェレーリ(Giovanni Angeleri)（イタリア）
- エンリコ・コスタ博士記念賞　ジョヴァンニ・アンゲレリ
- レナート・デ・バルビエーリ記念賞　レイチェル・バートン・パイン（英語版）（アメリカ）

### 1994年（第41回）
- 第1位　黄濱(ファン・ビン/Bin HUANG)（中国）
- 第2位　二村英仁（日本）
- 第3位　ドミトリー・マフティン(Dmitri Makhtin)（ロシア）
- 第4位　ステファン・ミレンコヴィッチ（英語版）（セルビア）
- 第5位　ジョヴァンニ・アンジェレーリ(Giovanni Angeleri) （イタリア）
- 第6位　ジャコッベ・ステヴァナート(Giacobbe Stevanato) （イタリア）
- エンリコ・コスタ博士記念賞　ジョヴァンニ・アンゲレリ
- レナート・デ・バルビエーリ記念賞　黄濱(ファン・ビン)
- カルロ・フェリーチェ劇場友の会賞　砂原亜紀（日本） ゴルダン・ニコリッチ（英語版）（スロヴェニア）

### 1995年（第42回）
- 第1位　なし
- 第2位　アレクサンドル・トメスコウ（英語版）（ルーマニア）
- 第3位　オレグ・ポハノフスキー （ロシア）
- 第4位　レオール・マルティンスキ(Leor Maltinski)（イスラエル）
- 第5位　シュテファン・シュラム(Stefan Schramm)（ドイツ）
- 第6位　アントネッロ・マナコルダ（英語版）（イタリア）
- ギウリア特別賞　アナスタシア・ヒートルーク（英語版）（アメリカ）
- エンリコ・コスタ博士記念賞　レオール・マルティンスキ
- レナート・デ・バルビエーリ記念賞　なし
- カルロ・フェリーチェ劇場友の会賞　シュテファン・シュラム

### 1996年（第43回）
- 第1位　キム・スビン（英語版）(김수빈)（アメリカ）
- 第2位　アンドルー・ハヴァロン(Andrew Haveron)（イギリス）
- 第3位　パク・ユヨン(YuYoung BAEK) （韓国）
- 第4位　セルゲイ・レヴィチン （ロシア）
- 第5位　フローリン・クロイトル(Florin Croitoru)（ルーマニア）
- 第6位　ジャスミン・リン(Jasmine Lin) （アメリカ）
- エンリコ・コスタ博士記念賞　キム・スビン
- レナート・デ・バルビエーリ記念賞　セルゲイ・レヴィチン
- カルロ・フェリーチェ劇場友の会賞　アンドルー・ハヴァロン

### 1997年（第44回）
- 第1位　ジョヴァンニ・アンジェレーリ（イタリア語版）（イタリア）
- 第2位　ロディオン・ペトロフ(Rodion Petrov)（ロシア）
- 第3位　ジュディス・インゴルフソン(Judith Ingolfsson) (アイスランド)
- 第4位　米元響子（日本）
- 第5位　上里はな子（日本）
- 第6位　永田真希（日本）
- エンリコ・コスタ博士記念賞　米元響子
- レナート・デ・バルビエーリ記念賞　ロディオン・ペトロフ
- カルロ・フェリーチェ劇場友の会賞　ラウラ・アンドリアーニ(Laura Andriani)（イタリア）

### 1998年（第45回）
- 第1位　イリヤ・グリンゴルツ（ロシア）
- 第2位　バイバ・スクリデ（英語版）（ラトヴィア）
- 第3位　山崎貴子（日本）
- 第4位　ミハイル・ヴィテンソン(Michael Vitenson)（イスラエル）
- 第5位　アントン・ポレジャエフ(Anton Polezhayev)（アメリカ）
- 第6位　糸井真紀（日本）
- エンリコ・コスタ博士記念賞　イリヤ・グリンゴルツ
- レナート・デ・バルビエーリ記念賞　島田真千子
- カルロ・フェリーチェ劇場友の会賞　イリヤ・グリンゴルツ

### 1999年（第46回）
- 第1位　庄司紗矢香（日本）
- 第2位　黄欣(フランク・ファン（英語版）)（中国）
- 第3位　小野明子（日本）
- 第4位　ワン・ウェイイ(WeiYi WANG)（中国）
- 第5位　エミール・チュドノフスキー(Emil Chudnovski)（アメリカ）
- 第6位　ガブリエル・アドリアン(Gabriella Adorján)（デンマーク）
- エンリコ・コスタ博士記念賞　庄司紗矢香
- マリオ・ルミネッリ記念賞　庄司紗矢香
- カルロ・フェリーチェ劇場友の会賞　フランチェスコ・マナラ（イタリア語版）（イタリア）

### 2000年（第47回）
- 第1位　ナタリア・ロメイコ（ニュージーランド／ロシア）
- 第2位　日下紗矢子（日本）
- 第3位　阿藤果林（日本）、ヴァディム・ツィジク（フランス語版）（ロシア）
- 第5位　ソフィー・モーゼー(Sophie Moser) （ドイツ）
- 第6位　ミロスラヴァ・イヴァンチェンコ(Myroslava Ivanchenko)（ウクライナ）
- エンリコ・コスタ博士記念賞　ソフィー・モーゼー
- レナート・デ・バルビエーリ記念賞　日下紗矢子
- マリオ・ルミネッリ記念賞　ナタリア・ロメイコ
- カルロ・フェリーチェ劇場友の会賞　ヴァディム・ツィジク

### 2001年（第48回）
- 第1位　マリウシュ・パティラ（英語版）（ポーランド）
- 第2位　キム・ミンジェ(Min-jae KIM)（韓国）
- 第3位　ターニャ・ベッカー＝ベンダー （ドイツ）
- 第4位　ジャック・リーベック（英語版）（イギリス）
- 第5位　シン・アラ(A-Rah SHIN)（韓国）
- 第6位　ギュラ・ヴァダチ(Gyula Vadàszi)（ハンガリー）
- エンリコ・コスタ博士記念賞　シン・アラ(A-Rah SHIN)
- レナート・デ・バルビエーリ記念賞　マリウシュ・パティラ
- マリオ・ルミネッリ記念賞　マリウシュ・パティラ
- カルロ・フェリーチェ劇場友の会賞　ターニャ・ベッカー＝ベンダー

### 2002年（第49回）
- 第1位　黄蒙拉(ホァン・モンラ)（中国）
- 第2位　マクシム・フリリンスキー(Maxim Brylinski)（ウクライナ）
- 第3位　Daniel Roehn （ドイツ/スウェーデン）
- 第4位　エミール・チュドノフスキ(Emil Chudnovski)（アメリカ）、ジュリオ・プロティーノ(Giulio Plotino)（イタリア）
- 第6位　宇根京子（日本）
- エンリコ・コスタ博士記念賞　マクシム・フリリンスキー(Maxim Brylinski)
- レナート・デ・バルビエーリ記念賞　黄蒙拉(ホァン・モンラ)
- マリオ・ルミネッリ記念賞　黄蒙拉(ホァン・モンラ)
- カルロ・フェリーチェ劇場友の会賞　アレクシス・カルデナス(Alexis Cardenas) （ベネズエラ）

### 2004年（第50回）
- 第1位　なし
- 第2位　有希・マヌエラ・ヤンケ（ドイツ／日本）
- 第3位　シン・ヒョンス（韓国）
- 第4位　ダリボル・カーヴァイ（英語版）（スロヴァキア）
- 第5位　ブラチャ・マルキン(Bracha Malkin)（アメリカ／イスラエル）
- 第6位　ディエゴ・トージ（フランス）
- エンリコ・コスタ博士記念賞　シン・ヒョンス
- レナート・デ・バルビエーリ記念賞　有希・マヌエラ・ヤンケ
- マリオ・ルミネッリ記念賞　有希・マヌエラ・ヤンケ
- カルロ・フェリーチェ劇場友の会賞　有希・マヌエラ・ヤンケ

### 2006年（第51回）
- 第1位　寧峰（英語版）(ニン・フォン)（中国）
- 第2位　イ・ユラ(Yura Lee)（韓国）
- 第3位　正戸里佳（日本）
- Finalist(最終選考者)　チョ・ヒュンジョ(Hyun-joo Choo)（韓国）、イ・ボキュン(Bo-Kyung Lee)（韓国）、セルゲイ・マーロフ（英語版）（ロシア）
- エンリコ・コスタ博士記念賞　チョ・ヒュンジョ(Hyun-joo Choo)
- レナート・デ・バルビエーリ記念賞　寧峰
- マリオ・ルミネッリ記念賞　寧峰
- カルロ・フェリーチェ劇場友の会賞　セルゲイ・マーロフ

### 2008年（第52回）
- 第1位　なし
- 第2位　ステファニー・ジョン(Stephanie JEONG)（アメリカ）
- 第3位　ショーン・リー(Sean LEE)（アメリカ）
- Finalist(最終選考者)　フランチェスカ・デゴ（イタリア）、エフゲニー・スヴィリドフ（ドイツ語版）（ロシア）
- エンリコ・コスタ博士記念賞　フランチェスカ・デゴ
- レナート・デ・バルビエーリ記念賞　エフゲニー・スヴィリドフ
- マリオ・ルミネッリ記念賞　ステファニー・ジョン
- カルロ・フェリーチェ劇場友の会賞　エフゲニー・スヴィリドフ
- パガニーニ友の会賞　ステファニー・ジョン

### 2010年（第53回）
- 第1位　なし
- 第2位　キム・ダミ(Dami KIM)（韓国）
- 第3位　シュテファン・タララ(Stefan Tarara)（ドイツ）
- Finalist(最終選考者)　ユーチン・ツェン(曾宇謙)（台湾）、フョードル・ルディン（フランス）
- エンリコ・コスタ博士記念賞　曾宇謙(ユーチン・ツェン)
- レナート・デ・バルビエーリ記念賞　キム・ダミ(Dami KIM)
- マリオ・ルミネッリ記念賞　キム・ダミ(Dami KIM)
- カルロ・フェリーチェ劇場友の会賞　シュテファン・タララ
- パガニーニ友の会賞　曾宇謙(ユーチン・ツェン)

### 2015年（第54回）
- 第1位　ヤン・インモ（英語版）（韓国）
- 第2位　毛利文香（日本）
- 第3位　アルブレヒト・メンツェル(Menzel Albrect)（ドイツ）
- 第4位　ダイアナ・パスコ（ロシア）
- 第5位　エリー・スー(Suh Elly)（アメリカ）
- 第6位　ダイニス・メデャニック(Medjaniks Dainis)（ラトビア）
- ブラッコ財団賞　ヤン・インモ
- ステファノ・フィオリッラ氏記念賞　ヤン・インモ
- エンリコ・コスタ博士記念賞　ヤン・インモ
- レナート・デ・バルビエーリ記念賞　タン・ヤビン(Tan Ya-Bing)（中国）
- マリオ・ルミネッリ記念賞　ヤン・インモ
- カルロ・フェリーチェ劇場友の会賞　ヤン・インモ
- パガニーニ友の会賞　なし

### 2018年（第55回）
- 第1位　ケヴィン・チュー（アメリカ）
- 第2位　フョードル・ルディン（フランス）
- 第3位　スティーブン・キム（アメリカ）
- 第4位　蒋益良(ジャン・イリャン/YiLiang JIANG)（中国）
- 第5位　オレクサンドル・プシュカレンコ（ウクライナ）
- 第6位　ルーク・スー（アメリカ）
- ステファノ・フィオリッラ氏記念賞　ケヴィン・チュー
- エンリコ・コスタ博士記念賞　ケヴィン・チュー
- レナート・デ・バルビエーリ記念賞　ケヴィン・チュー
- マリオ・ルミネッリ記念賞　フョードル・ルディン
- 現代曲特別賞　福田廉之介（日本)